# Serie A1 2012-2013 (pallavolo femminile)
La Serie A1 2012-2013 si è svolta dal 20 ottobre 2012 all'11 maggio 2013: al torneo hanno partecipato dodici squadre di club italiane e la vittoria finale è andata per la prima volta al River.

## Regolamento

### Formula
Le squadre hanno disputato un girone all'italiana, con gare di andata e ritorno, per un totale di ventidue giornate; al termine della regular season:
- Le prime dieci classificate hanno acceduto ai play-off scudetto, strutturati in ottavi di finale, a cui hanno preso parte solo le formazioni classificate dal settimo al decimo posto, giocati con gare di andata e ritorno (in caso di uguale numero di vittorie e set vinti/persi si è disputato un golden set) quarti di finale, semifinali, entrambe giocate al meglio di due vittorie su tre gare, e finale, giocata al meglio di tre vittorie su cinque gare.
- Le ultime due classificate sono retrocesse in Serie A2.

### Criteri di classifica
Se il risultato finale è stato di 3-0 o 3-1 sono stati assegnati 3 punti alla squadra vincente e 0 a quella sconfitta, se il risultato finale è stato di 3-2 sono stati assegnati 2 punti alla squadra vincente e 1 a quella sconfitta.
L'ordine del posizionamento in classifica è stato definito in base a:
- Punti;
- Numero di partite vinte;
- Ratio dei set vinti/persi;
- Ratio dei punti realizzati/subiti.

## Squadre partecipanti
Al campionato di Serie A1 2012-13 hanno partecipato dodici squadre: quelle neopromosse dalla Serie A2 sono state il Cuatto Giaveno, vincitrice della regular season, e il Crema, vincitrice dei play-off promozione; due squadre che hanno avuto il diritto di partecipazione, ossia il Parma e l'Asystel, hanno rinunciato all'iscrizione: queste hanno ceduto il titolo sportivo rispettivamente all'Imoco ed al Forlì Bologna. A campionato in corso il Crema e l'Universal Modena si sono ritirate dal torneo: i risultati degli incontri disputati dalle società sono stati annullati.
| Club                | Stagione | Città         | Impianto               | Stagione precedente                                |
| ------------------- | -------- | ------------- | ---------------------- | -------------------------------------------------- |
| Bergamo             | dettagli | Bergamo       | Palazzetto dello sport | 6ª in Serie A1; semifinali play-off scudetto       |
| Busto Arsizio       | dettagli | Busto Arsizio | PalaPiantanida         | 1ª in Serie A1; campione d'Italia                  |
| Chieri Torino       | dettagli | Torino        | PalaRuffini            | 10ª in Serie A1                                    |
| Crema               | dettagli | Crema         | PalaBertoni            | 4ª in Serie A2; vincitrice play-off promozione     |
| Cuatto Giaveno      | dettagli | Giaveno       | Palazzetto dello Sport | 1ª in Serie A2                                     |
| Forlì Bologna       | dettagli | Forlì         | PalaDozza              | 15ª in Serie A2                                    |
| Imoco               | dettagli | Conegliano    | PalaVerde              | -                                                  |
| River               | dettagli | Piacenza      | PalaBanca              | 4ª in Serie A1; semifinali play-off scudetto       |
| Robur Tiboni Urbino | dettagli | Urbino        | PalaMondolce           | 3ª in Serie A1; quarti di finale play-off scudetto |
| Robursport Pesaro   | dettagli | Pesaro        | PalaCampanara          | 7ª in Serie A1; quarti di finale play-off scudetto |
| Universal Modena    | dettagli | Modena        | PalaPanini             | 5ª in Serie A1; quarti di finale play-off scudetto |
| Villa Cortese       | dettagli | Villa Cortese | PalaBorsani            | 2ª in Serie A1; finale play-off scudetto           |

## Torneo

### Regular season

#### Risultati
| Prima giornata |                                |                           |                                   |
|                |                                |                           |                                   |
| Riposa:        | River e Robursport Pesaro      | River e Robursport Pesaro | River e Robursport Pesaro         |
| 20-10          | Busto Arsizio - Cuatto Giaveno | 3-1                       | 22-25, 25-23, 25-20, 25-13        |
| 21-10          | Forlì Bologna - Villa Cortese  | 2-3                       | 17-25, 25-19, 22-25, 25-21, 11-15 |
| 20-10          | Robur Tiboni Urbino - Imoco    | 1-3                       | 11-25, 25-23, 20-25, 16-25        |
| 21-10          | Chieri Torino - Bergamo        | 3-2                       | 25-20, 14-25, 19-25, 25-21, 20-18 |

| Seconda giornata |                                |                             |                                   |
|                  |                                |                             |                                   |
| Riposa:          | Robur Tiboni Urbino e Imoco    | Robur Tiboni Urbino e Imoco | Robur Tiboni Urbino e Imoco       |
| 28-10            | Bergamo - Busto Arsizio        | 3-2                         | 25-19, 20-25, 25-22, 20-25, 15-13 |
| 28-10            | Villa Cortese - Chieri Torino  | 3-0                         | 25-15, 25-22, 25-21               |
| 28-10            | Robursport Pesaro - River      | 0-3                         | 13-25, 21-25, 23-25               |
| 28-10            | Cuatto Giaveno - Forlì Bologna | 3-0                         | 25-22, 25-20, 25-13               |

| Terza giornata |                                      |                               |                                   |
|                |                                      |                               |                                   |
| Riposa:        | Busto Arsizio e Villa Cortese        | Busto Arsizio e Villa Cortese | Busto Arsizio e Villa Cortese     |
| 04-11          | Robur Tiboni Urbino - Cuatto Giaveno | 3-0                           | 25-18, 25-19, 25-20               |
| 04-11          | River - Bergamo                      | 2-3                           | 25-20, 19-25, 26-24, 22-25, 10-15 |
| 04-11          | Chieri Torino - Robursport Pesaro    | 3-1                           | 26-24, 27-29, 25-20, 25-21        |
| 03-11          | Forlì Bologna - Imoco                | 0-3                           | 21-25, 16-25, 14-25               |

| Quarta giornata |                                   |                                |                                   |
|                 |                                   |                                |                                   |
| Riposa:         | Forlì Bologna e Cuatto Giaveno    | Forlì Bologna e Cuatto Giaveno | Forlì Bologna e Cuatto Giaveno    |
| 11-11           | Robursport Pesaro - Busto Arsizio | 3-0                            | 25-20, 25-21, 28-26               |
| 11-11           | Villa Cortese - Imoco             | 0-3                            | 20-25, 21-25, 23-25               |
| 11-11           | Bergamo - Robur Tiboni Urbino     | 3-2                            | 22-25, 25-16, 20-25, 25-22, 15-11 |
| 11-11           | River - Chieri Torino             | 3-0                            | 25-21, 25-15, 25-15               |

| Quinta giornata |                                     |                       |                                  |
|                 |                                     |                       |                                  |
| Riposa:         | Chieri Torino e River               | Chieri Torino e River | Chieri Torino e River            |
| 18-11           | Robur Tiboni Urbino - Busto Arsizio | 1-3                   | 17-25, 25-18, 18-25, 21-25       |
| 18-11           | Villa Cortese - Robursport Pesaro   | 2-3                   | 25-22, 25-19, 22-25, 19-25, 7-15 |
| 18-11           | Forlì Bologna - Bergamo             | 0-3                   | 22-25, 21-25, 15-25              |
| 18-11           | Imoco - Cuatto Giaveno              | 1-3                   | 22-25, 25-20, 20-25, 20-25       |

| Sesta giornata |                                |                             |                                   |
|                |                                |                             |                                   |
| Riposa:        | Imoco e Robur Tiboni Urbino    | Imoco e Robur Tiboni Urbino | Imoco e Robur Tiboni Urbino       |
| 25-11          | Busto Arsizio - River          | 3-0                         | 26-24, 25-19, 25-22               |
| 25-11          | Cuatto Giaveno - Villa Cortese | 3-2                         | 19-25, 25-23, 18-25, 25-23, 15-11 |
| 23-11          | Robursport Pesaro - Bergamo    | 1-3                         | 21-25, 25-21, 20-25, 18-25        |
| 24-11          | Forlì Bologna - Chieri Torino  | 1-3                         | 25-20, 14-25, 15-25, 22-25        |

| Settima giornata |                                     |                          |                            |
|                  |                                     |                          |                            |
| Riposa:          | Cuatto Giaveno e Bergamo            | Cuatto Giaveno e Bergamo | Cuatto Giaveno e Bergamo   |
| 02-12            | Chieri Torino - Busto Arsizio       | 1-3                      | 20-25, 20-25, 25-18, 19-25 |
| 01-12            | Villa Cortese - Robur Tiboni Urbino | 3-1                      | 29-27, 25-18, 23-25, 25-18 |
| 02-12            | River - Forlì Bologna               | 3-0                      | 25-17, 25-18, 25-19        |
| 02-12            | Robursport Pesaro - Imoco           | 0-3                      | 18-25, 19-25, 23-25        |

| Ottava giornata |                                   |     |                                   |
|                 |                                   |     |                                   |
| Riposa:         | -                                 | -   | -                                 |
| 09-12           | Busto Arsizio - Villa Cortese     | 3-1 | 23-25, 29-27, 25-21, 25-20        |
| 08-12           | Robur Tiboni Urbino - River       | 1-3 | 25-23, 22-25, 16-25, 16-25        |
| 09-12           | Cuatto Giaveno - Bergamo          | 0-3 | 21-25, 20-25, 19-25               |
| 09-12           | Forlì Bologna - Robursport Pesaro | 0-3 | 23-25, 15-25, 14-25               |
| 08-12           | Imoco - Chieri Torino             | 2-3 | 28-30, 25-20, 25-22, 13-25, 18-20 |

| Nona giornata |                                         |                               |                               |
|               |                                         |                               |                               |
| Riposa:       | Villa Cortese e Chieri Torino           | Villa Cortese e Chieri Torino | Villa Cortese e Chieri Torino |
| 16-12         | Busto Arsizio - Forlì Bologna           | 3-0                           | 25-15, 25-17, 25-14           |
| 16-12         | Robursport Pesaro - Robur Tiboni Urbino | 1-3                           | 25-16, 21-25, 20-25, 22-25    |
| 15-12         | River - Cuatto Giaveno                  | 3-0                           | 25-13, 25-17, 26-24           |
| 16-12         | Bergamo - Imoco                         | 3-1                           | 26-24, 23-25, 25-18, 25-21    |

| Decima giornata |                                     |                         |                                   |
|                 |                                     |                         |                                   |
| Riposa:         | Bergamo e Forlì Bologna             | Bergamo e Forlì Bologna | Bergamo e Forlì Bologna           |
| 22-12           | Imoco - Busto Arsizio               | 0-3                     | 19-25, 18-25, 18-25               |
| 22-12           | Villa Cortese - River               | 3-1                     | 22-25, 25-21, 25-18, 25-17        |
| 22-12           | Robur Tiboni Urbino - Chieri Torino | 3-1                     | 30-32, 27-25, 25-22, 25-15        |
| 22-12           | Cuatto Giaveno - Robursport Pesaro  | 2-3                     | 24-26, 16-25, 25-23, 25-22, 12-15 |

| Undicesima giornata |                                     |                                   |                                   |
|                     |                                     |                                   |                                   |
| Riposa:             | Robursport Pesaro e Busto Arsizio   | Robursport Pesaro e Busto Arsizio | Robursport Pesaro e Busto Arsizio |
| 26-12               | Bergamo - Villa Cortese             | 3-2                               | 23-25, 25-19, 25-20, 20-25, 15-13 |
| 26-12               | Forlì Bologna - Robur Tiboni Urbino | 1-3                               | 25-21, 21-25, 14-25, 20-25        |
| 26-12               | River - Imoco                       | 3-0                               | 25-15, 25-22, 25-19               |
| 26-12               | Chieri Torino - Cuatto Giaveno      | 3-1                               | 19-25, 25-18, 25-12, 25-16        |

| Dodicesima giornata |                                |                           |                                   |
|                     |                                |                           |                                   |
| Riposa:             | River e Robursport Pesaro      | River e Robursport Pesaro | River e Robursport Pesaro         |
| 06-01               | Cuatto Giaveno - Busto Arsizio | 0-3                       | 23-25, 21-25, 15-25               |
| 06-01               | Villa Cortese - Forlì Bologna  | 3-0                       | 25-18, 25-17, 25-17               |
| 06-01               | Imoco - Robur Tiboni Urbino    | 2-3                       | 21-25, 25-19, 25-21, 16-25, 10-15 |
| 05-01               | Bergamo - Chieri Torino        | 2-3                       | 25-14, 26-28, 22-25, 25-12, 12-15 |

| Tredicesima giornata |                                |                             |                                  |
|                      |                                |                             |                                  |
| Riposa:              | Robur Tiboni Urbino e Imoco    | Robur Tiboni Urbino e Imoco | Robur Tiboni Urbino e Imoco      |
| 20-01                | Busto Arsizio - Bergamo        | 3-1                         | 25-14, 22-25, 25-16, 25-19       |
| 20-01                | Chieri Torino - Villa Cortese  | 2-3                         | 25-23, 23-25, 25-19, 21-25, 9-15 |
| 19-01                | River - Robursport Pesaro      | 1-3                         | 25-19, 23-25, 23-25, 20-25       |
| 20-01                | Forlì Bologna - Cuatto Giaveno | 3-2                         | 24-26, 25-23, 25-16, 22-25, 15-6 |

| Quattordicesima giornata |                                      |                               |                                   |
|                          |                                      |                               |                                   |
| Riposa:                  | Busto Arsizio e Villa Cortese        | Busto Arsizio e Villa Cortese | Busto Arsizio e Villa Cortese     |
| 03-02                    | Cuatto Giaveno - Robur Tiboni Urbino | 2-3                           | 23-25, 25-23, 29-27, 30-32, 12-15 |
| 02-02                    | Bergamo - River                      | 1-3                           | 21-25, 25-22, 24-26, 22-25        |
| 03-02                    | Robursport Pesaro - Chieri Torino    | 1-3                           | 25-22, 16-25, 22-25, 24-26        |
| 02-02                    | Imoco - Forlì Bologna                | 3-1                           | 25-20, 22-25, 25-23, 26-24        |

| Quindicesima giornata |                                   |                                |                                   |
|                       |                                   |                                |                                   |
| Riposa:               | Forlì Bologna e Cuatto Giaveno    | Forlì Bologna e Cuatto Giaveno | Forlì Bologna e Cuatto Giaveno    |
| 09-02                 | Busto Arsizio - Robursport Pesaro | 3-2                            | 22-25, 25-15, 25-23, 25-27, 15-13 |
| 10-02                 | Imoco - Villa Cortese             | 3-2                            | 23-25, 25-23, 25-23, 21-25, 15-13 |
| 10-02                 | Robur Tiboni Urbino - Bergamo     | 0-3                            | 16-25, 17-25, 23-25               |
| 09-02                 | Chieri Torino - River             | 3-1                            | 25-27, 25-22, 26-24, 25-21        |

| Sedicesima giornata |                                     |                       |                                  |
|                     |                                     |                       |                                  |
| Riposa:             | Chieri Torino e River               | Chieri Torino e River | Chieri Torino e River            |
| 17-02               | Busto Arsizio - Robur Tiboni Urbino | 3-1                   | 25-15, 15-25, 29-27, 25-20       |
| 17-02               | Robursport Pesaro - Villa Cortese   | 3-2                   | 22-25, 25-21, 25-21, 16-25, 15-7 |
| 17-02               | Bergamo - Forlì Bologna             | 3-2                   | 18-25, 23-25, 25-23, 25-22, 15-8 |
| 16-02               | Cuatto Giaveno - Imoco              | 1-3                   | 25-23, 17-25, 18-25, 22-25       |

| Diciassettesima giornata |                                |                             |                                   |
|                          |                                |                             |                                   |
| Riposa:                  | Imoco e Robur Tiboni Urbino    | Imoco e Robur Tiboni Urbino | Imoco e Robur Tiboni Urbino       |
| 23-02                    | River - Busto Arsizio          | 3-2                         | 25-16, 21-25, 21-25, 25-12, 15-12 |
| 24-02                    | Villa Cortese - Cuatto Giaveno | 3-1                         | 21-25, 25-15, 25-17, 25-22        |
| 24-02                    | Bergamo - Robursport Pesaro    | 3-0                         | 25-21, 28-26, 25-22               |
| 24-02                    | Chieri Torino - Forlì Bologna  | 1-3                         | 27-25, 22-25, 21-25, 24-26        |

| Diciottesima giornata |                                     |                          |                                   |
|                       |                                     |                          |                                   |
| Riposa:               | Cuatto Giaveno e Bergamo            | Cuatto Giaveno e Bergamo | Cuatto Giaveno e Bergamo          |
| 02-03                 | Busto Arsizio - Chieri Torino       | 3-1                      | 25-14, 28-30, 25-17, 25-17        |
| 03-03                 | Robur Tiboni Urbino - Villa Cortese | 2-3                      | 20-25, 28-26, 21-25, 25-19, 11-15 |
| 06-03                 | Forlì Bologna - River               | 1-3                      | 22-25, 25-21, 17-25, 21-25        |
| 03-03                 | Imoco - Robursport Pesaro           | 3-1                      | 25-21, 22-25, 25-17, 25-23        |

| Diciannovesima giornata |                                   |     |                                   |
|                         |                                   |     |                                   |
| Riposa:                 | -                                 | -   | -                                 |
| 21-03                   | Villa Cortese - Busto Arsizio     | 1-3 | 22-25, 25-10, 23-25, 24-26        |
| 10-03                   | River - Robur Tiboni Urbino       | 3-0 | 25-19, 25-16, 25-23               |
| 09-03                   | Bergamo - Cuatto Giaveno          | 2-3 | 26-28, 25-15, 25-16, 25-27, 14-16 |
| 10-03                   | Robursport Pesaro - Forlì Bologna | 3-2 | 23-25, 25-22, 24-26, 25-21, 16-14 |
| 09-03                   | Chieri Torino - Imoco             | 3-0 | 25-19, 25-14, 25-22               |

| Ventesima giornata |                                         |                               |                               |
|                    |                                         |                               |                               |
| Riposa:            | Villa Cortese e Chieri Torino           | Villa Cortese e Chieri Torino | Villa Cortese e Chieri Torino |
| 24-03              | Forlì Bologna - Busto Arsizio           | 0-3                           | 15-25, 21-25, 18-25           |
| 23-03              | Robur Tiboni Urbino - Robursport Pesaro | 1-3                           | 23-25, 24-26, 25-19, 18-25    |
| 27-03              | Cuatto Giaveno - River                  | 1-3                           | 17-25, 27-25, 21-25, 19-25    |
| 24-03              | Imoco - Bergamo                         | 3-0                           | 25-21, 25-16, 25-20           |

| Ventunesima giornata |                                     |                         |                                   |
|                      |                                     |                         |                                   |
| Riposa:              | Bergamo e Forlì Bologna             | Bergamo e Forlì Bologna | Bergamo e Forlì Bologna           |
| 30-03                | Busto Arsizio - Imoco               | 3-1                     | 25-19, 27-25, 22-25, 29-27        |
| 30-03                | River - Villa Cortese               | 3-2                     | 25-16, 19-25, 22-25, 25-23, 17-15 |
| 30-03                | Chieri Torino - Robur Tiboni Urbino | 1-3                     | 25-18, 19-25, 21-25, 19-25        |
| 30-03                | Robursport Pesaro - Cuatto Giaveno  | 3-0                     | 25-23, 25-16, 25-17               |

| Ventiduesima giornata |                                     |                                   |                                   |
|                       |                                     |                                   |                                   |
| Riposa:               | Robursport Pesaro e Busto Arsizio   | Robursport Pesaro e Busto Arsizio | Robursport Pesaro e Busto Arsizio |
| 06-04                 | Villa Cortese - Bergamo             | 3-1                               | 25-22, 17-25, 25-19, 25-19        |
| 06-04                 | Robur Tiboni Urbino - Forlì Bologna | 3-2                               | 25-19, 24-26, 26-24, 24-26, 15-11 |
| 06-04                 | Imoco - River                       | 1-3                               | 19-25, 20-25, 25-21, 24-26        |
| 06-04                 | Cuatto Giaveno - Chieri Torino      | 1-3                               | 24-26, 25-23, 21-25, 19-25        |

#### Classifica
| Pos. | Squadra             | Pt                                         | G                                          | V                                          | P                                          | SV                                         | SP                                         | Ratio                                      | PF                                         | PS                                         | Ratio                                      |
| ---- | ------------------- | ------------------------------------------ | ------------------------------------------ | ------------------------------------------ | ------------------------------------------ | ------------------------------------------ | ------------------------------------------ | ------------------------------------------ | ------------------------------------------ | ------------------------------------------ | ------------------------------------------ |
| 1.   | Busto Arsizio       | 46                                         | 18                                         | 15                                         | 3                                          | 49                                         | 20                                         | 2,450                                      | 1 617                                      | 1 440                                      | 1,122                                      |
| 2.   | River               | 38                                         | 18                                         | 13                                         | 5                                          | 44                                         | 24                                         | 1,833                                      | 1 588                                      | 1 429                                      | 1,111                                      |
| 3.   | Bergamo             | 31                                         | 18                                         | 11                                         | 7                                          | 42                                         | 33                                         | 1,272                                      | 1 675                                      | 1 586                                      | 1,056                                      |
| 4.   | Villa Cortese       | 30                                         | 18                                         | 9                                          | 9                                          | 41                                         | 37                                         | 1,108                                      | 1 729                                      | 1 650                                      | 1,047                                      |
| 5.   | Imoco               | 28                                         | 18                                         | 9                                          | 9                                          | 35                                         | 33                                         | 1,060                                      | 1 531                                      | 1 514                                      | 1,011                                      |
| 6.   | Chieri Torino (-1)  | 27                                         | 18                                         | 10                                         | 8                                          | 37                                         | 36                                         | 1,027                                      | 1 625                                      | 1 648                                      | 0,986                                      |
| 7.   | Robursport Pesaro   | 24                                         | 18                                         | 9                                          | 9                                          | 34                                         | 37                                         | 0,918                                      | 1 578                                      | 1 588                                      | 0,993                                      |
| 8.   | Robur Tiboni Urbino | 23                                         | 18                                         | 8                                          | 10                                         | 34                                         | 40                                         | 0,850                                      | 1 618                                      | 1 672                                      | 0,967                                      |
| 9.   | Cuatto Giaveno      | 13                                         | 18                                         | 4                                          | 14                                         | 24                                         | 47                                         | 0,510                                      | 1 463                                      | 1 668                                      | 0,877                                      |
| 10.  | Forlì Bologna       | 9                                          | 18                                         | 2                                          | 16                                         | 18                                         | 51                                         | 0,352                                      | 1 384                                      | 1 613                                      | 0,858                                      |
|      | Universal Modena    | Esclusa dal campionato il 23 gennaio 2013. | Esclusa dal campionato il 23 gennaio 2013. | Esclusa dal campionato il 23 gennaio 2013. | Esclusa dal campionato il 23 gennaio 2013. | Esclusa dal campionato il 23 gennaio 2013. | Esclusa dal campionato il 23 gennaio 2013. | Esclusa dal campionato il 23 gennaio 2013. | Esclusa dal campionato il 23 gennaio 2013. | Esclusa dal campionato il 23 gennaio 2013. | Esclusa dal campionato il 23 gennaio 2013. |
|      | Crema               | Esclusa dal campionato il 10 gennaio 2013. | Esclusa dal campionato il 10 gennaio 2013. | Esclusa dal campionato il 10 gennaio 2013. | Esclusa dal campionato il 10 gennaio 2013. | Esclusa dal campionato il 10 gennaio 2013. | Esclusa dal campionato il 10 gennaio 2013. | Esclusa dal campionato il 10 gennaio 2013. | Esclusa dal campionato il 10 gennaio 2013. | Esclusa dal campionato il 10 gennaio 2013. | Esclusa dal campionato il 10 gennaio 2013. |

      Qualificata ai quarti di finale play-off scudetto.
      Qualificata agli ottavi di finale play-off scudetto.
      Esclusa a campionato in corso.
Note:
Il Chieri Torino ha scontato 1 punto di penalizzazione.

### Play-off scudetto

#### Tabellone
|  | Ottavi di finale | Ottavi di finale    | Ottavi di finale | Ottavi di finale |  |  | Quarti di finale | Quarti di finale  | Quarti di finale | Quarti di finale | Quarti di finale |  |   | Semifinali    | Semifinali | Semifinali | Semifinali | Semifinali |  |   | Finale | Finale | Finale | Finale | Finale | Finale | Finale |
|  |                  |                     |                  |                  |  |  |                  |                   |                  |                  |                  |  |   |               |            |            |            |            |  |   |        |        |        |        |        |        |        |
|  |                  |                     |                  |                  |  |  | 1                | Busto Arsizio     | 3                | 3                |                  |  |   |               |            |            |            |            |  |   |        |        |        |        |        |        |        |
|  |                  |                     |                  |                  |  |  | 1                | Busto Arsizio     | 3                | 3                |                  |  |   |               |            |            |            |            |  |   |        |        |        |        |        |        |        |
|  | 8                | Robur Tiboni Urbino | 3                | 0                |  |  | 9                | Cuatto Giaveno    | 0                | 0                |                  |  |   |               |            |            |            |            |  |   |        |        |        |        |        |        |        |
|  | 8                | Robur Tiboni Urbino | 3                | 0                |  |  | 9                | Cuatto Giaveno    | 0                | 0                |                  |  |   |               |            |            |            |            |  |   |        |        |        |        |        |        |        |
|  | 9                | Cuatto Giaveno      | 1                | 3                |  |  |                  |                   |                  |                  |                  |  | 1 | Busto Arsizio | 3          | 1          | 0          |            |  |   |        |        |        |        |        |        |        |
|  | 9                | Cuatto Giaveno      | 1                | 3                |  |  |                  |                   |                  |                  |                  |  | 1 | Busto Arsizio | 3          | 1          | 0          |            |  |   |        |        |        |        |        |        |        |
|  |                  |                     |                  |                  |  |  |                  |                   |                  |                  |                  |  |   | 5             | Imoco      | 0          | 3          | 3          |  |   |        |        |        |        |        |        |        |
|  |                  |                     |                  |                  |  |  |                  |                   |                  |                  |                  |  |   | 5             | Imoco      | 0          | 3          | 3          |  |   |        |        |        |        |        |        |        |
|  |                  |                     |                  |                  |  |  | 4                | Villa Cortese     | 3                | 1                | 1                |  |   |               |            |            |            |            |  |   |        |        |        |        |        |        |        |
|  |                  |                     |                  |                  |  |  | 4                | Villa Cortese     | 3                | 1                | 1                |  |   |               |            |            |            |            |  |   |        |        |        |        |        |        |        |
|  |                  |                     |                  |                  |  |  | 5                | Imoco             | 1                | 3                | 3                |  |   |               |            |            |            |            |  |   |        |        |        |        |        |        |        |
|  |                  |                     |                  |                  |  |  | 5                | Imoco             | 1                | 3                | 3                |  |   |               |            |            |            |            |  |   |        |        |        |        |        |        |        |
|  |                  |                     |                  |                  |  |  |                  |                   |                  |                  |                  |  |   |               |            |            |            |            |  | 5 | Imoco  | 2      | 2      | 3      | 1      |        |        |
|  |                  |                     |                  |                  |  |  |                  |                   |                  |                  |                  |  |   |               |            |            |            |            |  | 5 | Imoco  | 2      | 2      | 3      | 1      |        |        |
|  |                  |                     |                  |                  |  |  |                  |                   |                  |                  |                  |  |   |               |            |            |            |            |  |   | 2      | River  | 3      | 3      | 2      | 3      |        |
|  |                  |                     |                  |                  |  |  |                  |                   |                  |                  |                  |  |   |               |            |            |            |            |  |   | 2      | River  | 3      | 3      | 2      | 3      |        |
|  |                  |                     |                  |                  |  |  | 3                | Bergamo           | 3                | 1                | 3                |  |   |               |            |            |            |            |  |   |        |        |        |        |        |        |        |
|  |                  |                     |                  |                  |  |  | 3                | Bergamo           | 3                | 1                | 3                |  |   |               |            |            |            |            |  |   |        |        |        |        |        |        |        |
|  |                  |                     |                  |                  |  |  | 6                | Chieri Torino     | 1                | 3                | 2                |  |   |               |            |            |            |            |  |   |        |        |        |        |        |        |        |
|  |                  |                     |                  |                  |  |  | 6                | Chieri Torino     | 1                | 3                | 2                |  |   |               |            |            |            |            |  |   |        |        |        |        |        |        |        |
|  |                  |                     |                  |                  |  |  |                  |                   |                  |                  |                  |  | 3 | Bergamo       | 2          | 0          |            |            |  |   |        |        |        |        |        |        |        |
|  |                  |                     |                  |                  |  |  |                  |                   |                  |                  |                  |  | 3 | Bergamo       | 2          | 0          |            |            |  |   |        |        |        |        |        |        |        |
|  |                  |                     |                  |                  |  |  |                  |                   |                  |                  |                  |  |   | 2             | River      | 3          | 3          |            |  |   |        |        |        |        |        |        |        |
|  |                  |                     |                  |                  |  |  |                  |                   |                  |                  |                  |  |   | 2             | River      | 3          | 3          |            |  |   |        |        |        |        |        |        |        |
|  |                  |                     |                  |                  |  |  | 2                | River             | 3                | 3                |                  |  |   |               |            |            |            |            |  |   |        |        |        |        |        |        |        |
|  |                  |                     |                  |                  |  |  | 2                | River             | 3                | 3                |                  |  |   |               |            |            |            |            |  |   |        |        |        |        |        |        |        |
|  | 7                | Robursport Pesaro   | 3                | 3                |  |  | 7                | Robursport Pesaro | 2                | 0                |                  |  |   |               |            |            |            |            |  |   |        |        |        |        |        |        |        |
|  | 7                | Robursport Pesaro   | 3                | 3                |  |  | 7                | Robursport Pesaro | 2                | 0                |                  |  |   |               |            |            |            |            |  |   |        |        |        |        |        |        |        |
|  | 10               | Forlì Bologna       | 0                | 0                |  |  |                  |                   |                  |                  |                  |  |   |               |            |            |            |            |  |   |        |        |        |        |        |        |        |
|  | 10               | Forlì Bologna       | 0                | 0                |  |  |                  |                   |                  |                  |                  |  |   |               |            |            |            |            |  |   |        |        |        |        |        |        |        |

#### Risultati

##### Ottavi di finale
| Gara 1 |                                      |     |                            |
|        |                                      |     |                            |
| 10-04  | Forlì Bologna - Robursport Pesaro    | 0-3 | 17-25, 22-25, 17-25        |
| 10-04  | Robur Tiboni Urbino - Cuatto Giaveno | 3-1 | 25-21, 22-25, 25-21, 25-23 |

| Gara 2 |                                      |     |                     |
|        |                                      |     |                     |
| 14-04  | Cuatto Giaveno - Robur Tiboni Urbino | 3-0 | 25-21, 25-21, 25-19 |
| 14-04  | Robursport Pesaro - Forlì Bologna    | 3-0 | 25-18, 25-18, 26-24 |

##### Quarti di finale
| Gara 1 |                                |     |                                  |
|        |                                |     |                                  |
| 16-04  | Busto Arsizio - Cuatto Giaveno | 3-0 | 25-20, 25-21, 25-18              |
| 16-04  | Villa Cortese - Imoco          | 3-1 | 25-20, 25-21, 23-25, 25-22       |
| 16-04  | River - Robursport Pesaro      | 3-2 | 25-15, 24-26, 22-25, 25-18, 15-9 |
| 16-04  | Bergamo - Chieri Torino        | 3-1 | 25-19, 21-25, 25-22, 25-21       |

| Gara 2 |                                |     |                            |
|        |                                |     |                            |
| 19-04  | Cuatto Giaveno - Busto Arsizio | 0-3 | 13-25, 16-25, 19-25        |
| 19-04  | Imoco - Villa Cortese          | 3-1 | 23-25, 25-23, 25-16, 25-16 |
| 19-04  | Robursport Pesaro - River      | 0-3 | 19-25, 22-25, 15-25        |
| 19-04  | Chieri Torino - Bergamo        | 3-1 | 25-19, 30-28, 19-25, 25-23 |

| Gara 3 |                         |     |                                   |
|        |                         |     |                                   |
| 22-04  | Villa Cortese - Imoco   | 1-3 | 22-25, 25-15, 20-25, 23-25        |
| 22-04  | Bergamo - Chieri Torino | 3-2 | 21-25, 22-25, 25-22, 25-22, 15-11 |

##### Semifinali
| Gara 1 |                       |     |                                   |
|        |                       |     |                                   |
| 26-04  | Busto Arsizio - Imoco | 3-0 | 25-16, 25-23, 25-19               |
| 26-04  | River - Bergamo       | 3-2 | 25-15, 25-23, 22-25, 21-25, 16-14 |

| Gara 2 |                       |     |                            |
|        |                       |     |                            |
| 29-04  | Imoco - Busto Arsizio | 3-1 | 25-18, 18-25, 25-22, 25-18 |
| 29-04  | Bergamo - River       | 0-3 | 20-25, 20-25, 15-25        |

| Gara 3 |                       |     |                     |
|        |                       |     |                     |
| 01-05  | Busto Arsizio - Imoco | 0-3 | 21-25, 13-25, 18-25 |

##### Finale
| Gara 1 |               |     |                                  |
|        |               |     |                                  |
| 05-05  | Imoco - River | 2-3 | 25-22, 25-21, 15-25, 16-25, 8-15 |

| Gara 2 |               |     |                                   |
|        |               |     |                                   |
| 07-05  | River - Imoco | 3-2 | 22-25, 16-25, 25-16, 25-21, 17-15 |

| Gara 3 |               |     |                                   |
|        |               |     |                                   |
| 09-05  | River - Imoco | 2-3 | 21-25, 19-25, 25-14, 25-16, 12-15 |

| Gara 4 |               |     |                           |
|        |               |     |                           |
| 11-05  | Imoco - River | 1-3 | 10-25, 12-25, 25-22, 9-25 |

## Verdetti
| Squadra          | Qualificazione           |
| ---------------- | ------------------------ |
| Imoco            | Champions League 2013-14 |
| River            | Champions League 2013-14 |
| Bergamo          | Coppa CEV 2013-14        |
| Busto Arsizio    | Coppa CEV 2013-14        |
| Villa Cortese    | Challenge Cup 2013-14    |
| Crema            | Serie A2 2013-14         |
| Universal Modena | Serie A2 2013-14         |

## Statistiche
| Rendimento individuale | Rendimento individuale | Rendimento individuale | Rendimento individuale |
| Pos.                   | Nome                   | Punti                  | Squadra                |
| ---------------------- | ---------------------- | ---------------------- | ---------------------- |
| 1                      | Lise Van Hecke         | 337                    | Robur Tiboni Urbino    |
| 2                      | Kenny Moreno           | 336                    | Robursport Pesaro      |
| 3                      | Emilija Nikolova       | 305                    | Imoco                  |
| 4                      | Margareta Kozuch       | 302                    | Busto Arsizio          |
| 5                      | Chiara Di Iulio        | 300                    | Bergamo                |
| 6                      | Valentina Diouf        | 294                    | Bergamo                |
| 7                      | Katarina Barun         | 285                    | Villa Cortese          |
| 8                      | Caterina Bosetti       | 270                    | Villa Cortese          |
| 9                      | Valdonė Petrauskaitė   | 261                    | Robur Tiboni Urbino    |
| 10                     | Carmen Țurlea          | 259                    | River                  |

| Attacchi vincenti | Attacchi vincenti    | Attacchi vincenti | Attacchi vincenti   |
| Pos.              | Nome                 | Punti             | Squadra             |
| ----------------- | -------------------- | ----------------- | ------------------- |
| 1                 | Lise Van Hecke       | 309               | Robur Tiboni Urbino |
| 2                 | Kenny Moreno         | 307               | Robursport Pesaro   |
| 3                 | Emilija Nikolova     | 271               | Imoco               |
| 4                 | Margareta Kozuch     | 258               | Busto Arsizio       |
| 5                 | Chiara Di Iulio      | 252               | Bergamo             |
| 6                 | Valentina Diouf      | 250               | Bergamo             |
| 7                 | Katarina Barun       | 248               | Villa Cortese       |
| 8                 | Carmen Țurlea        | 236               | River               |
| 9                 | Cristina Barcellini  | 235               | Imoco               |
| 10                | Valdonė Petrauskaitė | 231               | Robur Tiboni Urbino |

| Muri vincenti | Muri vincenti        | Muri vincenti | Muri vincenti       |
| Pos.          | Nome                 | Punti         | Squadra             |
| ------------- | -------------------- | ------------- | ------------------- |
| 1             | Raffaella Calloni    | 59            | Imoco               |
| 2             | Valentina Arrighetti | 53            | Busto Arsizio       |
| 3             | Raphaela Folie       | 47            | Villa Cortese       |
| 3             | Manuela Leggeri      | 47            | River               |
| 5             | Chiara Dall'Ora      | 45            | Cuatto Giaveno      |
| 6             | Lauren Gibbemeyer    | 43            | Robursport Pesaro   |
| 7             | Martina Guiggi       | 41            | River               |
| 7             | Ilijana Dugandžić    | 41            | Robur Tiboni Urbino |
| 9             | Ivana Miloš          | 40            | Forlì Bologna       |
| 10            | Francesca Devetag    | 38            | Bergamo             |
| 10            | Christina Bauer      | 38            | Busto Arsizio       |

| Battute vincenti | Battute vincenti   | Battute vincenti | Battute vincenti    |
| Pos.             | Nome               | Punti            | Squadra             |
| ---------------- | ------------------ | ---------------- | ------------------- |
| 1                | Valentina Tirozzi  | 25               | Robursport Pesaro   |
| 2                | Floortje Meijners  | 22               | River               |
| 3                | Amaranta Fernández | 18               | Chieri Torino       |
| 4                | Margareta Kozuch   | 16               | Busto Arsizio       |
| 5                | Chiara Di Iulio    | 15               | Bergamo             |
| 5                | Alexandra Klineman | 15               | Villa Cortese       |
| 7                | Monica Ravetta     | 14               | Chieri Torino       |
| 8                | Lise Van Hecke     | 13               | Robur Tiboni Urbino |
| 9                | Caterina Bosetti   | 12               | Villa Cortese       |
| 10               | Emilija Nikolova   | 11               | Imoco               |
| 10               | Christina Bauer    | 11               | Busto Arsizio       |

| Ricezioni perfette | Ricezioni perfette   | Ricezioni perfette | Ricezioni perfette  |
| Pos.               | Nome                 | Punti              | Squadra             |
| ------------------ | -------------------- | ------------------ | ------------------- |
| 1                  | Valentina Tirozzi    | 330                | Robursport Pesaro   |
| 2                  | Michela Molinengo    | 277                | Cuatto Giaveno      |
| 3                  | Francesca Marcon     | 270                | Busto Arsizio       |
| 4                  | Giulia Leonardi      | 241                | Busto Arsizio       |
| 5                  | Monica De Gennaro    | 233                | Robursport Pesaro   |
| 6                  | Immacolata Sirressi  | 227                | Chieri Torino       |
| 7                  | Jelena Blagojević    | 227                | Bergamo             |
| 8                  | Enrica Merlo         | 207                | Bergamo             |
| 9                  | Valdonė Petrauskaitė | 196                | Robur Tiboni Urbino |
| 10                 | Chiara Di Iulio      | 193                | Bergamo             |

NB: I dati sono riferiti esclusivamente alla regular season.